# Saint-Priest-sous-Aixe
 Saint-Priest-sous-Aixe  (en occitano Sent Préch d'Aissa) es una población y comuna francesa, en la región de Lemosín, departamento de Alto Vienne, en el distrito de Limoges y cantón de Aixe-sur-Vienne.

## Demografía
| 850 | 915 | 962 | 1214 | 1392 | 1473 | 1578 |
| Para los censos de 1962 a 1999 la población legal corresponde a la población sin duplicidades (Fuente: INSEE [Consultar]) |     |     |      |      |      |      |